# 1151

## Догађаји
- 7. септембар – Жофруа Плантагенет, гроф Анжуа умире, а наслеђује га син Хенри, са 18 година.
- Прва полиса осигурања од куге и пожара издата је на Исланду.
- Опатија Болтон основана је у Северном Јоркширу, у Енглеској.
- Мост Анпинг је завршен у кинеској провинцији Фуђијан. Његова укупна дужина неће бити прекорачена до 1846. године.
- Суочена са унутрашњим сукобима, Болоња је прва италијанска република која се окреће власти подесте, Гвида ди Ранијерија да Саса (завршава се 1155. године).

- Византијски цар Манојло I Комнин побеђује Угре код Земуна.
- Напад египатске флоте на градове сиријске обале. Пљачкају се околине Јафе, Акре, Тира и Бејрута.
- Гуриди спаљују Газни и терају Газнавиде у северну Индију.

## Смрти
- Аделиза од Левена

- Жофруа Плантагенет, гроф Анжуа

- Ли Ћингџао